# Порц-Яха
Порц-Яха, Порсыяха, Порсъяха (нен. Порц Яха) — упразднённая деревня в Ямальском районе Ямало-Ненецкого автономного округа России. Исключена из учётных данных в 2021 году.

## Этимология
Порц Яха по-ненецки «река, где заготовляют рыбий жир»; нен. порц — существительное в форме родительного падежа множественного числа «рыбьих жиров», яха (сущ.) «река»

## История
С 2004 до 2010 года входила в сельское поселение Яр-Салинское, с 2010 до 2021 года относилась к межселенной территории Ямальского района, упразднённой в связи с преобразованием муниципального района в муниципальный округ.
В конце 2021 года была упразднена.

## Население
| 1989 | 2002 | 2010 |
| ---- | ---- | ---- |
| 9    | ↗16  | ↘12  |

## Экономика
Торговая фактория.
Оленеводство, рыболовство.